# Droga krajowa nr 50 (Polska)
Droga krajowa nr 50 (DK50) – droga krajowa docelowo klasy A, S i GP (obecnie tylko GP), przebiegająca w całości przez województwo mazowieckie stanowiąca otwartą od północy obwodnicę aglomeracji warszawskiej w odległości od centrum Warszawy wahającej się od 29 km nieopodal miejscowości Glinki do 84 km w Ostrowi Mazowieckiej, gdzie też kończy swój przebieg. Ze względu na swoją nietypową trasę, droga 50 dwa razy przecina Wisłę: w Wyszogrodzie oraz w Górze Kalwarii. Na odcinku Ostrów Mazowiecka – Ciechanów rolę obwodnicy pełni droga krajowa nr 60.
Ze względu na duże natężenie ruchu ciężkiego (droga pełni funkcję Tranzytowej Obwodnicy Warszawy) droga została gruntownie zmodernizowana i wybudowano obwodnice Mińska Mazowieckiego, Mszczonowa, Sochaczewa, Żyrardowa, Góry Kalwarii oraz kilku innych miejscowości (Chynów, Drwalew, Młodzieszyn, Słomczyn, Stojadła). W budowie znajduje się obwodnica Kołbieli. W planach znajduje się także budowa obwodnicy Łochowa.
Na odcinku Ostrów Mazowiecka (S8) – Grójec (S7) – Mszczonów (S8), łączy Via Baltica z południowymi odcinkami głównych dróg krajowych. Podobną rolę pełni dla DK2 i A2.

## Autostrada A50
Na odcinku od planowanego Centralnego Portu Lotniczego do Mińska Mazowieckiego od południowej strony zaplanowano budowę nowego przebiegu o parametrach autostrady.

## Droga ekspresowa S50
Zaplanowano budowę nowej trasy o parametrach drogi ekspresowej, biegnącej od planowanego Centralnego Portu Lotniczego przez Sochaczew, Wyszogród i Radzymin do okolic Mińska Mazowieckiego.

## Historia numeracji
Na przestrzeni lat trasa posiadała różne oznaczenia:
| Numer | Numer | Przebieg                                                                               | Lata obowiązywania                                | Źródło | Uwagi |
| ----- | ----- | -------------------------------------------------------------------------------------- | ------------------------------------------------- | --- | --- |
| ?     | 617   | Ciechanów – Płońsk                                                                     | 617: 14 II 1986 – 2000                            | Uchwała nr 192 Rady Ministrów z dnia 2 grudnia 1985 r. w sprawie zaliczenia dróg do kategorii dróg krajowych. (M.P. z 1986 r. nr 3, poz. 16) | Oznaczana na starszych mapach (przed 1986 r.) jako droga drugorzędna                                                       |
| 113   | 569   | Płońsk – Wyszogród – Sochaczew                                                         | 113: lata 70. – 14 II 1986 569: 14 II 1986 – 2000 | - Załącznik nr 3. Wykaz dróg państwowych dla celów znakowania, [w:] Instrukcja o znakach i sygnałach na drogach, wyd. 1, Warszawa: Wydawnictwa Komunikacji i Łączności, 1975. Brak numerów stron w książce - Samochodowy atlas Polski 1:500 000. Wyd. V. Warszawa: Państwowe Przedsiębiorstwo Wydawnictw Kartograficznych, 1979. ISBN 83-7000-017-7. Brak numerów stron w książce Uchwała nr 192 Rady Ministrów z dnia 2 grudnia 1985 r. w sprawie zaliczenia dróg do kategorii dróg krajowych. (M.P. z 1986 r. nr 3, poz. 16) | |
| 27    | 717   | Sochaczew – Żyrardów – Mszczonów – Grójec – Góra Kalwaria – Kołbiel – Mińsk Mazowiecki | 27: lata 70. – 14 II 1986 717: 14 II 1986 – 2000  | - Załącznik nr 3. Wykaz dróg państwowych dla celów znakowania, [w:] Instrukcja o znakach i sygnałach na drogach, wyd. 1, Warszawa: Wydawnictwa Komunikacji i Łączności, 1975. Brak numerów stron w książce - Samochodowy atlas Polski 1:500 000. Wyd. V. Warszawa: Państwowe Przedsiębiorstwo Wydawnictw Kartograficznych, 1979. ISBN 83-7000-017-7. Brak numerów stron w książce - Zarządzenie Ministra Komunikacji z dnia 18 grudnia 1976 r. w sprawie ograniczenia ruchu tranzytowego na drodze państwowej nr E-8 w obrębie województwa stołecznego warszawskiego (M.P. z 1976 r. nr 44, poz. 224) - Uchwała nr 192 Rady Ministrów z dnia 2 grudnia 1985 r. w sprawie zaliczenia dróg do kategorii dróg krajowych. (M.P. z 1986 r. nr 3, poz. 16) | w okresie funkcjonowania jako droga krajowa nr 717 była dopuszczona do ruchu ciężkiego – dopuszczalny nacisk osi do 10 ton |
| 116   | 629   | Mińsk Mazowiecki – Stanisławów – Strachówka – Łochów                                   | 116: lata 70. – 14 II 1986 629: 14 II 1986 – 2000 | Samochodowy atlas Polski 1:500 000. Wyd. V. Warszawa: Państwowe Przedsiębiorstwo Wydawnictw Kartograficznych, 1979. ISBN 83-7000-017-7. Brak numerów stron w książce Uchwała nr 192 Rady Ministrów z dnia 2 grudnia 1985 r. w sprawie zaliczenia dróg do kategorii dróg krajowych. (M.P. z 1986 r. nr 3, poz. 16) | |
| ?     | 628   | Łochów – Brok – Ostrów Mazowiecka                                                      | 628: 14 II 1986 – 2000                            | Uchwała nr 192 Rady Ministrów z dnia 2 grudnia 1985 r. w sprawie zaliczenia dróg do kategorii dróg krajowych. (M.P. z 1986 r. nr 3, poz. 16) | Oznaczana na starszych mapach (przed 1986 r.) jako droga drugorzędna                                                       |

## Dopuszczalny nacisk osi
Od 13 marca 2021 roku na całej długości drogi dopuszczalny jest ruch pojazdów o nacisku pojedynczej osi do 11,5 tony.

### Do 13 marca 2021 r.
Wcześniej droga krajowa nr 50 była objęta ograniczeniami dopuszczalnego nacisku pojedynczej osi:
| Znak                                       | Dopuszczalny nacisk | Lata obowiązywania | Odcinek                                                                                   |
| ------------------------------------------ | ------------------- | ------------------ | ----------------------------------------------------------------------------------------- |
| Tabliczka DK50                             | do 11,5 tony        | 2004–2005          | Sochaczew – Grójec                                                                        |
| Tabliczka DK50                             | do 11,5 tony        | 2005–2010          | Sochaczew – Mszczonów – Grójec – Góra Kalwaria – Kołbiel – Mińsk Mazowiecki               |
| Tabliczka DK50                             | do 11,5 tony        | od 2010            | Sochaczew – Mszczonów – Grójec – Góra Kalwaria – Kołbiel – Mińsk Mazowiecki               |
| Tabliczka DK50 o biało-czarnym obramowaniu | do 10 ton           | 2011–2015          | - Płońsk – Wyszogród – Ruszki – Sochaczew - Mińsk Mazowiecki – Łochów – Ostrów Mazowiecka |
| Tabliczka DK50 o biało-czarnym obramowaniu | do 10 ton           | 2015–2021          | Mińsk Mazowiecki (węzeł „Mińsk Mazowiecki”) – Łochów – Ostrów Mazowiecka (węzeł „Brok”)   |
| Tabliczka DK50 o czarnym obramowaniu       | do 8 ton            | 2012–2015          | Ciechanów – Płońsk                                                                        |
| Tabliczka DK50 o czarnym obramowaniu       | do 8 ton            | 2015–2021          | Ciechanów – Płońsk (węzeł „Ciechanów”)                                                    |

## Ważniejsze miejscowości leżące na trasie 50
- Ciechanów (DK60)
- Ojrzeń
- Sochocin
- Poświętne (S7)
- Siedlin (S7)
- Płońsk (DK10) – obwodnica
- Wyszogród (DK62) – obwodnica
- Młodzieszyn – obwodnica
- Kuznocin (DK92)
- Sochaczew (DK92) – obwodnica
- Wiskitki (A2) – obwodnica
- Żyrardów – obwodnica
- Mszczonów (S8) – obwodnica
- Pniewy
- Grójec (S7) – obwodnica
- Słomczyn – obwodnica
- Drwalew – obwodnica
- Chynów – obwodnica
- Góra Kalwaria (DK79) – obwodnica
- Regut
- Kołbiel (S17) – obwodnica w budowie
- Mińsk Mazowiecki – obwodnica
- Stojadła (A2, DK92) – obwodnica
- Stanisławów
- Strachówka – obwodnica
- Łochów (DK62) – obwodnica planowana
- Ostrówek – obwodnica
- Sadowne
- Brok
- Ostrów Mazowiecka (S8, DK60)